# Симада, Мао
Мао Симада (яп. 島田麻央 Симада Мао, род. 30 октября 2008, Коганеи, Япония) — японская фигуристка, выступающая в одиночном катании. Победительница юношеских Олимпийских игр (2024), трёхкратная чемпионка мира среди юниоров (2023—2025), трёхкратная победительница юниорского финала Гран-при (2022—2024), серебряный (2025) и бронзовый призёр чемпионатов Японии (2023, 2024), двукратная чемпионка Японии среди юниоров (2022, 2023). На соревнованиях успешно выполняла тройной аксель.
По состоянию на 1 марта 2025 года занимает 22-е место в рейтинге Международного союза конькобежцев.

## Биография

### Ранние годы
Родилась 30 октября 2008 года в городе Коганеи префектуры Токио. Её мать была поклонницей фигуристки Мао Асады, и поэтому решила назвать дочь в честь любимой спортсменки. Училась в начальной школе Окубо и средней школе Хироно.
Заинтересовалась фигурным катанием в возрасте пяти лет, после того, как увидела выступление Мао Асады на Олимпийских играх 2014 года. Вне фигурного катания Симада увлекается танцами, боулингом и кулинарией.
В 2019 году вместе с семьёй переехала из Токио в Киото, чтобы тренироваться в Академии Киносита под руководством Миэ Хамады.

### Сезон 2022/23
В сентябре 2022 года дебютировала в серии юниорского Гран-при. Выступила на этапе в Остраве, Чехия. В короткой программе чисто выполнила все прыжки и заняла промежуточное первое место с 71,49 баллов. В произвольной программе успешно сделала тройной аксель, тем самым стала двадцать первой фигуристкой-одиночницей, исполнившей этот прыжок на международных соревнованиях. По ходу произвольного проката также пыталась выполнить четверной тулуп, но недокрутила его, что привело к падению. Остальные элементы сделала чисто. Она выиграла этап в Чехии с преимуществом в 23,28 балла над Квон Минсоль из Республики Корея. На втором для себя юниорском Гран-при, который проходил в польском Гданьске, Симада за короткую программу получила 68,81 балла. Во второй день соревнований чисто выполнила тройной аксель и тулуп в четыре оборота. В итоге она заняла первое место и обновила личные рекорды за произвольную и по сумме баллов. Благодаря двум победам на этапах юниорского Гран-при, она отобралась в финальный турнир серии.
Успешно защитила титул чемпионки Японии среди юниоров. После короткой программы она являлась лидером. В начале произвольной программы упала с тройного акселя, но успешно приземлила оставшиеся прыжки, включая четверной, что позволило сохранить первое место. Две недели спустя в финале юниорского Гран-при, успешно исполнила все прыжки короткой программы. Занимала первое место в сегменте, опережая на 0,55 балла кореянку Син Джиа. В произвольной программе Симада совершила степ-аут на тройном акселе и недокрутила четверной прыжок. Несмотря на это первенствовала как в произвольной, так и в общем итоге, обойдя Син на 5,22 балла. Симада стала первой японской и первой не российской фигуристкой с 2009 года, победившей на этом турнире. В 2009 году золото взяла Канако Мураками.
В сезоне 2022/23 годов дебютировала на взрослом чемпионате Японии. Занимала четвёртое место после короткой программы с результатом 70,28 балла. В произвольной программе упала с акселя и четверного, но чисто приземлила оставшиеся семь прыжковых элементов. В этом сегменте она стала пятой, но за счёт ошибок конкуренток в этом хаотичном соревновании поднялась на общую третью строчку. Став бронзовой медалисткой взрослого национального чемпионата, она тем не менее не могла выступать на взрослой международной арене в силу юного возраста. Поэтому последним стартом в сезоне для неё был чемпионат мира среди юниоров.
На юниорском чемпионате мира в Калгари финишировала первой в короткой программе с личным рекордом и преимуществом над кореянкой Син в 0,59 балла. Спустя два дня проводилась произвольная программа, в которой Симада успешно сделала все прыжки, обновив личный рекорд и в этом сегменте. Она стала первой японкой с 2016 года (победа Марин Хонды), ставшей чемпионкой мира среди юниоров. Вместе с соотечественницей Ами Накаи, оказавшейся бронзовым призёром, Симада обеспечила сборной Японии максимальные три квоты на следующий юниорский чемпионат мира.

### Сезон 2023/24
Симада в прошедшем сезоне выиграла все международные турниры, где выходила на старт, включая юниорский финал Гран-при и юниорский чемпионат мира. К новому сезону она подходила одним из лидеров юниорского катания. Над новой короткой программой работала с трёхкратной медалисткой чемпионата мира в танцах на льду Кейтлин Уивер. Музыкальное сопровождение короткой программы — «Americano» Леди Гаги. Произвольную программу, «Benedictus» Карла Дженкинса, ей поставила хореограф Лори Никол.
Симада продолжила победную серию на международных соревнованиях, завоевав золото на домашнем этапе юниорского Гран-при, который проходил в Осаке. Исполнив без ошибок короткую программу, она опережала ближайшую соперницу на десять баллов. В произвольной программе Симада выполнила тройной аксель, но упала с четверного тулупа, после чего успешно выполнила ещё семь прыжков в три оборота и все вращения максимального уровня. По сумме прокатов она опередила соотечественницу Ё Такаги на двадцать пять баллов.

## Программы
| Сезон   | Короткая программа                                                                              | Произвольная программа                                                               |
| ------- | ----------------------------------------------------------------------------------------------- | ------------------------------------------------------------------------------------ |
| 2024/25 | - «Defying Gravity» (из мюзикла «Злая») Стивен Шварц в исполнении Кристин Ченовет, Идины Мензел | - «Mado Kara Mieru» Кристофер Тин в исполнении Lia, Аой Тада, Каори Омура            |
| 2023/24 | - «Americano» Леди Гага                                                                         | - «Benedictus» Карл Дженкинс                                                         |
| 2022/23 | - «Король Лев» Ханс Циммер                                                                      | - «Passepied» Жан-Мишель Бле - «Wild Swans» Дэниэл Хоуп, Жак Аммон, Елена Кац-Чернин |
| 2021/22 | - «Король Лев» Ханс Циммер                                                                      | - «Ход королевы» Карлос Рафаэль Ривера                                               |
| 2020/21 | - «Золушка» Борис Фитингоф-Шель                                                                 | - «Юпитер, приносящий радость» Густав Холст                                          |

## Результаты
| Соревнования                                                | 18/19                       | 19/20                       | 20/21                       | 21/22                       | 22/23                       | 23/24                       | 24/25                       |
| Международные среди юниоров                                 | Международные среди юниоров | Международные среди юниоров | Международные среди юниоров | Международные среди юниоров | Международные среди юниоров | Международные среди юниоров | Международные среди юниоров |
| ----------------------------------------------------------- | --------------------------- | --------------------------- | --------------------------- | --------------------------- | --------------------------- | --------------------------- | --------------------------- |
| Чемпионат мира                                              |                             |                             |                             |                             | 1                           | 1                           | 1                           |
| Олимпийские игры                                            |                             |                             |                             |                             |                             | 1                           |                             |
| Финал Гран-при                                              |                             |                             |                             |                             | 1                           | 1                           | 1                           |
| Гран-при Армении                                            |                             |                             |                             |                             |                             | 1                           |                             |
| Гран-при Японии                                             |                             |                             |                             |                             |                             | 1                           |                             |
| Гран-при Чехии                                              |                             |                             |                             |                             | 1                           |                             |                             |
| Гран-при Польши                                             |                             |                             |                             |                             | 1                           |                             | 1                           |
| Гран-при Латвии                                             |                             |                             |                             |                             |                             |                             | 1                           |
| Egna Spring Trophy                                          |                             |                             |                             | 1 A                         |                             |                             |                             |
| Национальные                                                |                             |                             |                             |                             |                             |                             |                             |
| Чемпионат Японии                                            |                             |                             |                             |                             | 3                           | 3                           | 2                           |
| ЧЯ среди юниоров                                            |                             |                             | 3                           | 1                           | 1                           | 1                           | 1                           |
| ЧЯ среди новичков                                           | 5 B                         | 1 B                         | 1 A                         | 1 A                         |                             |                             |                             |
| Возрастные категории: B = Basic Novice; A = Advanced Novice |                             |                             |                             |                             |                             |                             |                             |